# Miss Mundo Filipinas 2022
Miss Mundo Filipinas 2022 fue la 11.ª edición de Miss Mundo Filipinas. Se llevó a cabo en el Mall of Asia Arena, Pásay, Filipinas, el 5 de junio de 2022. Tracy Perez de Ciudad Cebú coronó a Gwendolyne Fourniol de Negros Occidental como su sucesora al final del evento.
En esta edición también fueron elegidas cinco ganadoras adicionales: Alison Black como Miss Supranacional Filipinas 2022, Ashley Montenegro como Miss Eco Filipinas 2022, Ingrid Santamaria como Reina Hispanoamericana Filipinas 2022, Beatriz McLelland como Miss Eco Teen Filipinas 2022 y Justine Felizarta como Miss Tourism World Filipinas 2022.

## Resultados

### Resultados principales
- La candidata fue finalista en un concurso internacional.
- La candidata fue semifinalista o cuartofinalista en un concurso internacional.

| Posiciones                            | Candidata | Posición internacional                               |
| ------------------------------------- | --- | ---------------------------------------------------- |
| Miss Mundo Filipinas 2022             | - #25 Negros Occidental - Gwendolyne Fourniol | No clasificó - Miss Mundo 2023                       |
| Miss Supranacional Filipinas 2022     | - #24 Las Piñas - Alison Black | Top 24 - Miss Supranacional 2022                     |
| Miss Eco Filipinas 2022               | - #20 Macati - Ashley Montenegro | Top 21 - Miss Eco Internacional 2023                 |
| Reina Hispanoamericana Filipinas 2022 | - #17 Parañaque - Ingrid Santamaria | Top 14 - Reina Hispanoamericana 2022                 |
| Miss Eco Teen Filipinas 2022          | - #34 Aclán - Beatriz McLelland | Primera finalista - Miss Eco Teen International 2022 |
| Miss Tourism World Filipinas 2022     | - #18 Marikina - Justine Felizarta | Primera finalista - Miss Tourism World 2022          |
| Miss World Charity Filipinas 2022     | - #22 San Juan - Cassandra Chan | Por competir - Miss Face of Humanity 2023            |
| Top 11                                | - #21 Albáy - Paula Ortega - #9 Lipá - Kayla Adriane Tiongson - #13 Cebú - Maria Gigante - #7 Carmona - Erika Kristensen |                                                      |
| Top 20                                | - #1 Marinduque - Simone Nadine Bornilla - #2 Roxas - Erika Vinculado - #8 Provincia de Iloílo - Tsina Jade Chu - #12 Provincia de Quezon - Anje Mae Manipol - #23 Taguig - Charyzah Esparrago - #26 Bacoor - Aliana Joaquin - #31 Misamis Oriental - Natazha Vea Bautista - #35 Zambales - Patricia McGee - #36 Bulacán - Lady Justerinnie Santos |                                                      |

### Premios especiales
| Premio                                           | Candidata                                                                                     |
| ------------------------------------------------ | --------------------------------------------------------------------------------------------- |
| Miss Fotogénica                                  | - #20 Macati - Ashley Montenegro                                                              |
| Mejor en Traje de Baño                           | - #24 Las Piñas - Alison Black                                                                |
| Mejor en Traje de Noche                          | - #25 Negros Occidental - Gwendolyne Fourniol                                                 |
| Miss Le Meur Body                                | - #20 Macati - Ashley Montenegro                                                              |
| Miss Kumu World                                  | - #10 Dávao del Norte - Kristal Gante                                                         |
| Miss Silka                                       | - #25 Negros Occidental - Gwendolyne Fourniol                                                 |
| Premio Belleza No Fungible                       | - #13 Cebú - Maria Gigante - #17 Parañaque - Ingrid Santamaria - #24 Las Piñas - Alison Black |
| Premio Love Your Skin                            | - #18 Marikina - Justine Felizarta - #25 Negros Occidental - Gwendolyne Fourniol              |
| Multimedia                                       | - #1 Marinduque - Simone Bornilla - #2 Roxas - Erika Vinculado                                |
| Embajadora de Buena Voluntad                     | - #8 Provincia de Iloílo - Tsina Jade Chu                                                     |
| Mejor en Editorial Creativa y Fotografía de Moda | - #13 Cebú - Maria Gigante - #22 San Juan - Cassandra Chan                                    |

## Eventos

### Pruebas rápidas
| Evento                  | Ganadora                                                                     | Finalistas | Ref.                 |
| ----------------------- | ---------------------------------------------------------------------------- | --- | -------------------- |
| Competencia de deportes | - #13 Cebú - Maria Gigante                                                   | - #5 Batangas - Shaina Rose Ico - #22 San Juan - Cassandra Chan - #24 Las Piñas - Alison Black - #36 Bulacán - Lady Justerinnie Santos | [ 11 ] [ 12 ] [ 13 ] |
| Belleza playera         | - #25 Negros Occidental - Gwendolyne Fourniol                                | - #13 Cebú - Maria Gigante - #17 Parañaque - Ingrid Santamaria - #18 Marikina - Justine Felizarta - #21 Albáy - Paula Ortega - #22 San Juan - Cassandra Chan - #24 Las Piñas - Alison Black - #27 Iloílo - Blessie Villablanca - #34 Aclán - Beatriz McLelland - #36 Bulacán - Lady Justerinnie Santos | [ 11 ] [ 12 ] [ 13 ] |
| Talento                 | - #22 San Juan - Cassandra Chan                                              | - #8 Provincia de Iloílo - Tsina Jade Chu - #21 Albay - Paula Ortega - #24 Las Piñas - Alison Black - #25 Negros Occidental - Gwendolyne Fourniol | [ 11 ] [ 12 ] [ 13 ] |
| Belleza con propósito   | - #12 Provincia de Quezon - Anje Mae Manipol - #35 Zambales - Patricia McGee | - #6 San José del Monte - Samantha Gabronino - #8 Provincia de Iloílo - Tsina Jade Chu - #10 Dávao del Norte - Kristal Marie Gante - #18 Marikina - Justine Felizarta - #21 Albáy - Paula Ortega - #24 Las Piñas - Alison Black - #33 Pampanga - Marinel Tungol - #36 Bulacán - Lady Justerinnie Santos | [ 11 ] [ 12 ] [ 13 ] |
| Traje nacional          | - #36 Bulacán - Lady Justerinnie Santos                                      | - #3 Lambunao - Angel Jed Latorre - #6 San José del Monte - Samantha Gabronino - #8 Provincia de Iloílo - Tsina Jade Chu - #12 Provincia de Quezon - Anje Mae Manipol - #17 Parañaque - Ingrid Santamaria - #18 Marikina - Justine Felizarta - #19 Balagtas - Kimberly Tiquestiques - #21 Albáy - Paula Ortega - #25 Negros Occidental - Gwendolyne Fourniol - #31 Misamis Oriental - Natazha Vea Bautista | [ 11 ] [ 12 ] [ 13 ] |
| Top Model               | - #17 Parañaque - Ingrid Santamaria - #20 Macati - Ashley Montenegro         | - #16 Manila - Carla Manuel - #21 Albáy - Paula Ortega - #22 San Juan - Cassandra Chan - #24 Las Piñas - Alison Black - #25 Negros Occidental - Gwendolyne Fourniol - #26 Bacoor - Aliana Joaquin - #34 Aclán - Beatriz McLelland - #35 Zambales - Patricia McGee | [ 11 ] [ 12 ] [ 13 ] |

#### DesafíoHead to Head
| Posiciones | Candidata |
| ---------- | --- |
| Ganadora   | - #23 Taguig - Charyzah Esparrago |
| Finalista  | - #13 Cebú - Maria Gigante |
| Top 5      | - #7 Carmona - Erika Kristensen - #20 Macati - Ashley Montenegro - #30 Balíuag - Angela Teng |
| Top 13     | - #17 Parañaque - Ingrid Santamaria - #18 Marikina - Justine Felizarta - #21 Albáy - Paula Ortega - #22 San Juan - Cassandra Chan - #24 Las Piñas - Alison Black - #25 Negros Occidental - Gwendolyne Fourniol - #27 Iloílo - Blessie Villablanca - #34 Aclán - Beatriz McLelland |

## Candidatas
36 candidatas compitieron por los títulos.
| N.º | Ciudad/Provincia    | Candidata               | Edad |
| --- | ------------------- | ----------------------- | ---- |
| 1   | Marinduque          | Simone Nadine Bornilla  | 19   |
| 2   | Roxas               | Erika Vinculado         | 17   |
| 3   | Lambunao            | Angel Jed Latorre       | 16   |
| 4   | Nueva Écija         | Maica Martinez          | 28   |
| 5   | Batangas            | Shaina Rose Ico         | 22   |
| 6   | San José del Monte  | Samantha Gabronino      | 22   |
| 7   | Carmona             | Erika Kristensen        | 25   |
| 8   | Provincia de Iloílo | Tsina Jade Chu          | 23   |
| 9   | Lipá                | Kayla Ariadne Tiongson  | 22   |
| 10  | Dávao del Norte     | Kristal Marie Gante     | 22   |
| 11  | Pangasinán          | Maria Niña Soriano      | 26   |
| 12  | Provincia de Quezon | Anje Mae Manipol        | 25   |
| 13  | Cebú                | Maria Gigante           | 28   |
| 14  | Ángeles,            | Patricia Dizon          | 21   |
| 15  | Pembo, Macati       | Ivanna Pacis            | 26   |
| 16  | Manila              | Carla Manuel            | 24   |
| 17  | Parañaque           | Ingrid Santamaria       | 26   |
| 18  | Marikina            | Justine Felizarta       | 28   |
| 19  | Balagtás            | Kimberly Tiquestiques   | 22   |
| 20  | Macati              | Ashley Montenegro       | 23   |
| 21  | Albáy               | Paula Ortega            | 27   |
| 22  | San Juan            | Cassandra Chan          | 27   |
| 23  | Taguig              | Charyzah Esparrago      | 22   |
| 24  | Las Piñas           | Alison Black            | 23   |
| 25  | Negros Occidental   | Gwendolyne Fourniol     | 21   |
| 26  | Bacoor              | Aliana Joaquin          | 25   |
| 27  | Iloílo              | Blessie Jay Villablanca | 22   |
| 28  | Bulacán             | Marie Louise Long       | 19   |
| 29  | Trece Mártires      | Loraine Arpia           | 23   |
| 30  | Balíuag             | Angela Teng             | 26   |
| 31  | Misamis Oriental    | Natazha Vea Bautista    | 20   |
| 32  | Bataán              | Kevyn Alessandrea Mateo | 26   |
| 33  | Pampanga            | Marinel Tungol          | 27   |
| 34  | Aclán               | Beatriz McLelland       | 18   |
| 35  | Zambales            | Patricia McGee          | 17   |
| 36  | Bulacán             | Justerinnie Santos      | 24   |